# Хорошая пара (саундтрек)
Two of a Kind: Music from the Original Motion Picture Soundtrack — саундтрек-альбом к фильму «Хорошая пара» 1983 года. Альбом был выпущен 21 ноября 1983 года на лейбле MCA Records.

## Об альбоме
Продюсером выступил Дэвид Фостер. Пластинка содержит песни, записанные Оливией Ньютон-Джон, Джоном Траволтой, Патти Остин, Стивом Кипнером, Бозом Скаггсом, группами Journey и Chicago. Ньютон-Джон и Траволта уже ранее работали вместе над фильмом «Бриолин», который стал кассовым хитом, такой же успех ждал и саундтрек и синглы с него, включая их дуэт «You’re the One That I Want».
Хотя фильм не стал большим кассовым хитом и получил посредственные отзывы, саундтрек был успешным, особенно в Соединённых Штатах, где был сертифицирован RIAA как платиновый. Также популярностью пользовался ведущий сингл «Twist of Fate» Оливии Ньютон-Джон, войдя в первую пятёрку «горячей сотни» и получив номинацию на «Грэмми».
Помимо «Twist of Fate» Ньютон-Джон, с альбома были выпущены синглы «Take a Chance» и «(Livin' in) Desperate Times» с её участием, первый вошёл в тройку лучших хитов чарта Adult Contemporary, а второй добрался до 31 места в Hot 100. С альбома также были выпущены синглами песни «Ask the Lonely» группы Journey, которая первоначально предназначалась для альбом Frontiers 1983 года, и «It’s Gonna Be Special» Патти Остин, которая попала в чарт Hot Black Singles на 15-ю строчку и вошла в топ-5 танцевального чарта в 1984 году.

## Список композиций
| №                   | Название                                   | Исполнитель                        | Длительность |
| ------------------- | ------------------------------------------ | ---------------------------------- | ------------ |
| 1.                  | «Twist of Fate»                            | Оливия Ньютон-Джон                 | 3:44         |
| 2.                  | «Take a Chance»                            | Джон Траволта и Оливия Ньютон-Джон | 4:09         |
| 3.                  | «It’s Gonna Be Special»                    | Патти Остин                        | 4:14         |
| 4.                  | «Catch 22 (2 Steps Forward, 3 Steps Back)» | Стив Кипнер                        | 3:34         |
| 5.                  | «Shaking You»                              | Оливия Ньютон-Джон                 | 4:16         |
| 6.                  | «(Livin' in) Desperate Times»              | Оливия Ньютон-Джон                 | 4:06         |
| 7.                  | «The Perfect One»                          | Боз Скаггс                         | 4:31         |
| 8.                  | «Ask the Lonely»                           | Journey                            | 3:56         |
| 9.                  | «Prima Donna»                              | Chicago                            | 4:28         |
| 10.                 | «Night Music» (Instrumental)               | Дэвид Фостер                       | 3:51         |
| Общая длительность: | Общая длительность:                        | Общая длительность:                | 39:29        |

## Чарты
| Чарт (1983–1984)              | Высшая позиция |
| ----------------------------- | -------------- |
| Австралия (Kent Music Report) | 33             |
| Канада (RPM Top Albums/CDs)   | 30             |
| США (Billboard 200)           | 26             |
| Япония (Oricon)               | 29             |

## Сертификации и продажи
| Регион                                                      | Сертификация | Продажи    |
| ----------------------------------------------------------- | ------------ | ---------- |
| Япония                                                      | —            | 85,120     |
| США (RIAA)                                                  | Платиновый   | 1 000 000^ |
| ^ Данные о тиражах приведены только на основе сертификации. |              |            |

## ВидеоальбомTwist of Fate
Twist of Fate — это видеоальбом Оливии Ньютон-Джон 1983 года, состоящий из музыкальных клипов из саундтрека к фильму «Хорошая пара». Видео было выпущено на VHS и LaserDisc компанией MCA Home Video. Все видео стандартного релиза сняты режиссером Брайаном Грантом, за исключением «Take a Chance», режиссером которого был Дэвидом Моллеттом.

### Трек-лист
| №  | Название                             | Длительность |
| -- | ------------------------------------ | ------------ |
| 1. | «Twist of Fate»                      | 3:43         |
| 2. | «Take a Chance» (с Джоном Траволтой) | 4:09         |
| 3. | «Livin' in Desperate Times»          | 4:07         |
| 4. | «Shaking You»                        | 4:15         |

| №  | Название                                          | Длительность |
| -- | ------------------------------------------------- | ------------ |
| 5. | «Heart Attack» (из Olivia’s Greatest Hits Vol. 2) | 3:07         |
| 6. | «Tied Up» (из Olivia’s Greatest Hits Vol. 2)      | 4:32         |

| №  | Название                                                | Длительность |
| -- | ------------------------------------------------------- | ------------ |
| 5. | «Introductions by John Travolta and Olivia Newton-John» |              |